# Onze Hoop
Onze Hoop was een Nederlandstalig tijdschrift uitgegeven door de Belgische Evangelische Zending (sinds 2019 opererend onder de benaming VIANOVA) dat verscheen tussen 1925 en 1963. Het was gericht op de leden en de vaste bezoekers van de kerkgemeenten van de protestants-evangelische eredienst in België, maar had eveneens een sterk missionerend karakter met de overtuiging om ook niet-gelovigen aan te spreken. Voor de Franstalige gemeenschap in België was er het tijdschrift Notre Espérance, een zusterblad van Onze Hoop.

## Geschiedenis
De oprichters van de Belgische Evangelische Zending (BEZ) waren de Amerikanen Ralph en Edith Norton. Zij woonden tijdens de Eerste Wereldoorlog in Londen en kwamen zo in contact met de Britse en geallieerde soldaten die daar op verlof waren. Het echtpaar Norton merkte zowel een materiële als een geestelijke nood bij de soldaten en richtte als gevolg de organisatie British and Allied Soldiers Evangelistic Campaign op. Al vrij snel bestond de organisatie door een samenloop van omstandigheden enkel nog uit Belgische soldaten. Na de oorlog verhuisden de Nortons naar België en veranderden de naam in Evangelisatiewerk in België (wat nog wat later aangepast werd naar Belgische Evangelische Zending). In Franstalig België heette de organisatie Mission Evangélique Belge.
In samenwerking met de gedemobiliseerde soldaten werd een grote evangelisatiecampagne gestart, waarbij de nadruk lag op evangelisatie- en lectuurverspreiding. Het tweewekelijkse tijdschrift Onze Hoop was één van die kanalen die gebruikt werden om de boodschap onder de mensen te brengen. Het tijdschrift was zowel voor het bredere publiek bedoeld als voor de leden van de lokale Kerkgemeenten.
Inhoudelijk waren de artikels eerder belerend van aard, waarbij de aandacht ging naar alcoholmisbruik en internationale maatschappelijke ontwikkelingen. Die gebeurtenissen in de wereld werden gekoppeld aan de verhalen in de Bijbel, met de bedoeling om de interesse bij de mensen aan te wakkeren voor het Protestantisme. Een groot deel van de artikels waren vertalingen uit The Sunday School Times (TSST), een tijdschrift dat gedurende meer dan honderd jaar verscheen in de Verenigde Staten en die tot de evangelische stroming behoorde. Ralph en Edith Norton waren bevriend met de uitgevers achter dit tijdschrift, wat een samenwerking tussen beiden mogelijk maakte. Ook na het overlijden van zowel Ralph als Edith Norton midden jaren 1930 werd deze samenwerking behouden.
Eén keer per maand verscheen het blad Uit den arbeid samen met Onze Hoop. In dit supplement was het nieuws terug te vinden over de kerkgemeenten, net als de lokale en interlokale activiteiten. Er was ook telkens een aparte ruimte voorzien voor de jongere lezers van het blad.
Door het uitbreken van de Tweede Wereldoorlog in 1940 werd het blad stopgezet en niet meer hernomen tot en met 1947. Wegens een dalende interesse en door besparingen bij de organisatie werd besloten om zowel Onze Hoop als Notre Espérance in 1963 stop te zetten.
In 1975 bracht de Belgische Evangelische Zending een nieuw tijdschrift uit onder de titel De Wegwijzer, wat kan gezien worden als de opvolger voor Onze Hoop. Het was gelijkaardig van opzet en bracht per nummer verschillende artikels rond één centraal thema samen.

### Oplage
Onze Hoop startte in 1925 met een oplage van ongeveer 50.000 exemplaren, die enkele jaren later al snel aangroeide tot 100.000. De crisis van de jaren 1930 liet zich ook hier voelen, waardoor de oplage snel terugliep tot 45.000. De oorlogsdreiging maakte dat tegen 1939 de oplage opnieuw naar 70.000 steeg. Toen Onze Hoop hervat werd in 1947, lag het cijfer rond de 30.000. Dit aantal bleef stabiel tot het stopzetten in 1963. De cijfers voor het zusterblad Notre Espérance lagen constant hoger, aangezien het protestantisme in Franstalig België sterker stond dan in Vlaanderen, waar de Katholieke Kerk nog meer aanwezig was onder de bevolking.
Onze Hoop was een tijdschrift dat het vooral van de losse verkoop moest hebben tijdens de lokale activiteiten. Het aantal abonnees lag eerder aan de lage kant: in 1939 waren er een duizendtal. Dit waren voornamelijk mensen uit België zelf, maar ook mensen uit Nederland en de Verenigde Staten, die geëmigreerd waren en toch op de hoogte wilden blijven.